# Albizzo
Albizzo  è un nome proprio di persona italiano maschile.

## Varianti
- Maschili: Albizo[1][2][3]
- Femminili: Albizza[3], Albiza[3]

## Origine e diffusione
È un nome raro, attestato praticamente solo in Toscana, specie nelle province di Livorno e Firenze. Documentato in zona dal X secolo nelle forme latinizzate Albitho e Albitio e, dal Duecento, come Albizius, risale a un nome germanico attestato come Albizo, Alpiz e, al femminile Albiza; è basato sulla radice alb ("elfo"), e poteva anche costituire un ipocoristico di altri nomi iniziano con tale radice, come Alberico o Alboino (anche se alcune fonti lo riconducono ad athal, "nobiltà", da cui Alberto).
Da tale nome deriva il cognome Albizzi, portato da una nobile famiglia fiorentina.

## Onomastico
Non essendoci santi così chiamati, il nome è adespota. L'onomastico si può eventualmente festeggiare il 1º novembre, per la festa di Ognissanti.